# Telothyria brevipennis
Telothyria brevipennis là một loài ruồi trong họ Tachinidae.